# Кузьмицкий, Алексей Алексеевич
Алексе́й Алексе́евич Кузьми́цкий (род. 5 августа 1967, Белово, Кемеровская область) — первый губернатор Камчатского края (2 июля 2007 г. — 25 февраля 2011 г.)

## Биография
Окончил в 1992 году Санкт-Петербургский электротехнический институт. До 2001 года работал в Пскове инженером, на различных руководящих должностях предприятий города. В 1999 году заочно окончил Санкт-Петербургскую государственную инженерно-экономическую академию по специальности «Финансы и кредит».
В 2002—2004 годы работал руководителем подразделений в ФГУП «Нацрыбресурс» (Москва) и Северо-Западной межрегиональной общественной организации «Федерация космонавтики России» (Санкт-Петербург), затем в Союзе «Региональная Служба Спасения», советником генерального директора ОАО «Российский институт радионавигации и времени» (Санкт-Петербург).
В 2003 году обучался в Северо-Западной академии государственной службы, в 2005 году получил дополнительное высшее образование по специальности «Государственное и муниципальное управление».
В 2005—2007 годы занимал должность заместителя губернатора Камчатской области, возглавлял управления по вопросам местного самоуправления аппарата.
После ухода М. Б. Машковцева с поста губернатора Кузьмицкий 23 мая 2007 года назначен и. о. губернатора Камчатской области. После утверждения его кандидатуры Советом народных депутатов Камчатской области и Думой Корякского автономного округа Кузьмицкий стал губернатором нового субъекта Камчатского края, образованного 1 июля 2007 года. В декабре 2007 года был избран депутатом Государственной думы V созыва от «Единой России», но отказался от мандата в пользу непрошедшей в Думу И. А. Яровой.
С 2007 по 2011 — член Государственного совета Российской Федерации.
С 27 мая по 1 декабря 2008 — член президиума Государственного совета Российской Федерации.
25 февраля 2011 года Президент России Дмитрий Медведев отправил Алексея Кузьмицкого в отставку с формулировкой «по собственному желанию».
23 марта 2011 года назначен на должность аудитора Счётной палаты решением Государственной Думы по представлению Президента Российской Федерации. Был в этой должности до сентября 2013 года.
С 2014 по 2019 год был советником генерального директора корпорации Ростех
С января 2019 года занимает должность заместителя полномочного представителя Президента в Приволжском федеральном округе

## Награды
- Орден Почёта[6]
- Орден Дружбы (28 апреля 2011 года) — за многолетнюю добросовестную работу[7]
- Медаль «В память 800-летия Нижнего Новгорода»
- Медаль «75 лет гражданской обороне» (МЧС России)
- Орден святого преподобного Серафима Саровского II степени[8]
- Почётная грамота Государственной Думы Федерального Собрания Российской Федерации
- Почётная грамота Счётной палаты Российской Федерации